# كاوشيك سين
كاوشيك سين (بالبنغالية: কৌশিক সেন)‏ هو ممثل هندي، ولد في 7 أغسطس 1968 في الهند.

## وصلات خارجية
- كاوشيك سين على موقع IMDb (الإنجليزية)
- كاوشيك سين على موقع قاعدة بيانات الفيلم (الإنجليزية)